# World Masters Championships
Die World Masters Championships sind die Weltmeisterschaften für Masters-Schwimmer, das heißt Schwimmer, die älter als 25 Jahre sind. Die Wettkämpfe finden in Altersklassen aufgeteilt nach fünf Jahre statt (AK 25–29, AK 30–34, …). Organisiert werden die Veranstaltungen durch den Weltschwimmverband FINA. Sie finden im 2-Jahres-Rhythmus statt. Seit 2015 werden die Masters-Weltmeisterschaften im Anschluss der FINA-Weltmeisterschaften am gleichen Ort durchgeführt.

## Wettbewerbe
Es werden Wettbewerbe im Schwimmen, Turmspringen, Wasserball, Synchronschwimmen und Freiwasserschwimmen durchgeführt.

## Meisterschaften
- 1986 – Tokio (Japan)
- 1988 – Brisbane (Australien)
- 1990 – Rio de Janeiro (Brasilien)
- 1992 – Indianapolis (USA)
- 1994 – Montreal (Kanada)
- 1996 – Sheffield (Großbritannien)
- 1998 – Casablanca (Marokko)
- 2000 – München (Deutschland)
- 2002 – Christchurch (Neuseeland)
- 2004 – Riccione (Italien)
- 2006 – San Francisco (USA)
- 2008 – Perth (Australien)
- 2010 – Göteborg und Borås (Schweden)
- 2012 – Riccione (Italien)
- 2014 – Montreal (Kanada)
- 2015 – Kasan (Russland)
- 2017 – Budapest (Ungarn)
- 2019 – Gwangju (Südkorea)
- 2021 – Fukuoka (Japan)

## Statistiken
- Weltmeisterschaften der Masters in Riccione (Italien) (3.–7. Juni 2012): ca. 9700 Teilnehmer, über 30.000 Starts.[1]